# 阿姆斯海姆
阿姆斯海姆是德国莱茵兰-普法尔茨州的一个市镇。总面积10.05平方公里，总人口2583人，其中男性1300人，女性1283人（2011年12月31日），人口密度257人/平方公里。